# Tarzan: Król dżungli
 Tarzan: Król dżungli (org. Tarzan) – niemiecki animowany familijny film przygodowy wykonany w technologii 3D z 2013 roku w reżyserii Reinharda Kloossa. Kolejny film, po oskarowym Tarzanie z 1999 roku, opowiadający historię chłopca wychowanego w dżungli. Scenariusz został oparty na motywach powieści Edgara Rice'a Burroughsa pt.: "Tarzan wśród małp".

## Obsada
- Kellan Lutz jako Tarzan
- Spencer Locke jako Jane Porter
- Anton Zetterholm jako nastoletni Tarzan
- Les Bubb jako Jim Porter
- Mark Deklin jako John Greystoke
- Jaime Ray Newman jako Alice
- Trevor St. John jako William Clayton
- Brian Huskey jako Smith
- Lynn Robertson Bruce jako Karla
- Andy Wareham jako Tublat
- Robert Capron jako Derek
- Jo Osmond jako młoda Teeka
- Rebecca Reaney jako Jane
- Christian Serritiello jako Chris
- Vlasto Peyitch jako zarządca
- Maximilian Allgeier jako pilot
- Craig Garner jako Tarzan / JJ (w wieku 4 lat)
- Edd Osmond jako młody Taug
- Paul Lowe jako młody Terkoz
- Chris Fries jako Chris

i inni.

## Wersja polska
Opracowanie wersji polskiej: na zlecenie Monolith Films – Start International Polska

Reżyseria: Elżbieta Kopocińska

Dialogi polskie: Marcin Bartkiewicz

Dźwięk i montaż: Janusz Tokarzewski

Kierownik produkcji: Elżbieta Araszkiewicz

W wersji polskiej udział wzięli:
- Jonasz Tołopiło – Tarzan
- Marta Dylewska – Jane
- Tomasz Borkowski – Porter
- Modest Ruciński – Clayton
- Izabella Bukowska-Chądzyńska – Alice
- Waldemar Barwiński – Greystoke
- Bernard Lewandowski – JJ
- Janusz Wituch – Smith
- Krzysztof Banaszyk – Narrator

W pozostałych rolach:
- Jakub Wieczorek
- Artur Pontek
- Piotr Bąk
- Anna Apostolakis
- Agnieszka Skórska
- Wojciech Chorąży
- Cezary Kwieciński
- Michał Podsiadło
- Paweł Szczesny
- Robert Tondera